# Phrudocentra kingstonaria
Phrudocentra kingstonaria là một loài bướm đêm trong họ Geometridae.